# Modesto Soruco
Modesto Soruco (12 de febrer de 1966) és un exfutbolista bolivià.

## Selecció de Bolívia
Va formar part de l'equip bolivià a la Copa del Món de 1994.